# 山本晃則
山本 晃則（やまもと あきのり、1965年〈昭和40年〉2月28日 - ）は、日本の実業家。株式会社キーエンス取締役特別顧問。兵庫県出身。

## 経歴
立命館大学理工学部を卒業。1987年にキーエンスに入社。2010年に代表取締役社長に就任。2019年に退任し、取締役特別顧問に就任。

## 人物
サッカー観戦が趣味。

## 略歴
- 1987年（昭和62年）3月 - 立命館大学理工学部卒業[1]。
- 1987年（昭和62年）4月 - 株式会社キーエンス入社[3]。
- 2004年（平成16年）3月 - 株式会社キーエンス FIGNA事業部部長[3]。
- 2009年（平成21年）6月 - 株式会社キーエンス取締役 事業推進部部長兼MECT事業部部長[3]。
- 2010年（平成22年）12月 - 株式会社キーエンス代表取締役社長[3]。
- 2019年（令和元年）12月 - 株式会社キーエンス取締役特別顧問（現任）[4]。

## 現職
- 株式会社キーエンス取締役特別顧問
- 公益財団法人キーエンス財団評議員会議長[5]

## 出演

### テレビ
- E morning（2011年9月30日、テレビ東京）[6]